# Giuseppe Vacca (magistrato)
Giuseppe Vacca (Napoli, 6 luglio 1810 – Napoli, 6 agosto 1876) è stato un giurista, magistrato e politico italiano.

## Biografia
Laureato in giurisprudenza, nel 1848 Giuseppe Vacca fu magistrato e procuratore generale della Gran corte criminale di Napoli; nominato poi sottosegretario dell'Interno e successivamente della Giustizia nel governo Troya, redasse la nota di protesta del governo diretta a re Ferdinando II di Borbone sulle tristi condizioni del regno. Dopo la caduta del ministero liberale e l'abrogazione della Costituzione da parte del sovrano, Vacca fu prima arrestato e poi, nel 1850, condannato all'esilio. Nel 1859 re Francesco II di Borbone lo graziò e lo invitò ad assumere il ministero della Giustizia, ma rifiutò e anzi, nel 1860 fu segretario generale del comitato d'azione meridionale che propugnava l'entrata a Napoli di Garibaldi.
Dopo l'Unità d'Italia, Vacca fu procuratore generale della Corte di cassazione di Napoli, mentre nel 1861 venne nominato senatore da Vittorio Emanuele II. Infine, fu Ministro di Grazia e Giustizia e Culti del Regno d'Italia nel Governo La Marmora II, dal 28 settembre 1864 al 10 agosto 1865.
Importante il suo ruolo al governo nel 1864, dove presentò al Parlamento un progetto di legge per l'unificazione legislativa, chiedendo inoltre al parlamento di delegare il proprio diritto di discutere i progetti del codice direttamente al governo (Si parla del codice civile) del 1865. Sorse dunque una commissione da lui presieduta che elaborò un nuovo Codice civile e un altro di procedura civile, entrambi entrati in vigore il 1º gennaio 1866. Diverso fu il discorso del Codice penale, che fu un'emanazione del Codice penale sabaudo esteso a tutta Italia, eccettuata la Toscana (per il nodo della pena di morte); solo nel 1889 il guardasigilli Giuseppe Zanardelli avrebbe elaborato un nuovo codice penale esteso a tutto il Regno.
Gli era intitolata una strada nel popolare rione della Corsea, scomparsa nei lavori di costruzione del nuovo rione Carità.

## Fondo archivistico
A Palazzo Giustiniani sono conservati dall'Archivio storico del Senato, "raccolti in 5 volumi, gli stampati e i manoscritti di discorsi e prolusioni di Giuseppe Vacca pronunciati in Senato e nella sua attività di procuratore generale presso la Corte di cassazione di Napoli. La raccolta contiene anche corrispondenza e scritti di carattere politico e personale".